# شعب السالكنام

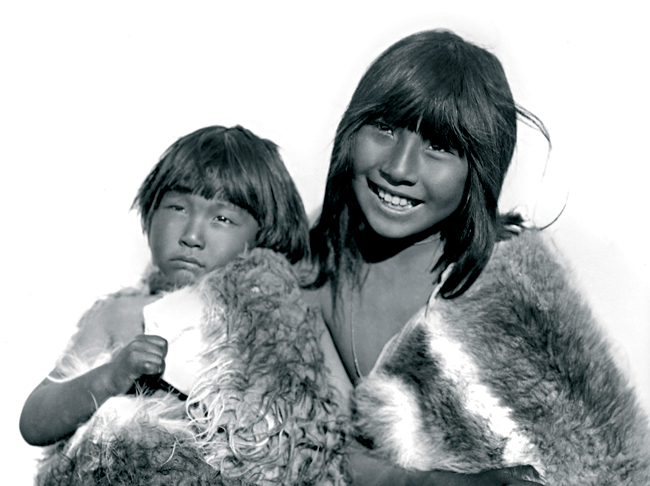
السالكنام أوناوو

السالكنام، والمعروفون أيضا بشعب الأوناوو أو الأونا، هم شعب هندي قاطن منطقة باتاغونيا جنوب الأرجنتين والشيلي، من ضمنها جُزر أرض النار. وتعد آخر المجموعات الأصلية في أمريكا الجنوبية التي تواجهت مع الإثنيات الأوروبية والغربيين في القرن 19. مع اكتشاف الذهب وتوسع مزارع الماشية، الحكومتين الأرجنتينية والشيلية بدأوا مجهودات لاستغلال وربط أرض النار (سميت بهذا الاسم لأن المستكشفين الأوروبيين لاحظوا دخانا منبعثا من نيران قبيلة السالكنام) بثقافاتهم.

في حين ان السالكنام مرتبطون ارتباطا وثيقا مع ساكنة المنطقة الشمال-شرقية لأرض النار، من المعتقد ان يكون أصلهم من البر الرئيسي، كما أنهم هاجروا منذ آلاف السنين بقوارب الكانو عبر مضيق ماجلان. أقاليمهم في أوائل فترة الهولوسين من المحتمل كانت تمتد إلى منطقة سيرو بينيتيز من سلسلة جبال سيرو تورو بالشيلي.